# Порте
Порте (італ. Porte, п'єм. Pòrte) — муніципалітет в Італії, у регіоні П'ємонт,  метрополійне місто Турин.
Порте розташоване на відстані близько 540 км на північний захід від Рима, 40 км на південний захід від Турина.
Населення — 1084 особи (2014).
Щорічний фестиваль відбувається 29 вересня. Покровитель — святий Архангел Михаїл.

## Демографія
Населення за роками:

Станом на 1 січня 2023 року в муніципалітеті офіційно проживав 121 іноземець з 19 країн, серед них 46 громадян країн Євросоюзу та 10 громадян України.

## Сусідні муніципалітети
- Пінероло
- Сан-Джермано-Кізоне
- Сан-П'єтро-Валь-Леміна
- Сан-Секондо-ді-Пінероло
- Віллар-Пероза